# 吉堀駅
吉堀駅（よしぼりえき）は、かつて北海道上磯郡木古内町字大川にあった北海道旅客鉄道（JR北海道）江差線の駅（廃駅）。電報略号はヨシ。事務管理コードは▲141411。

## 歴史

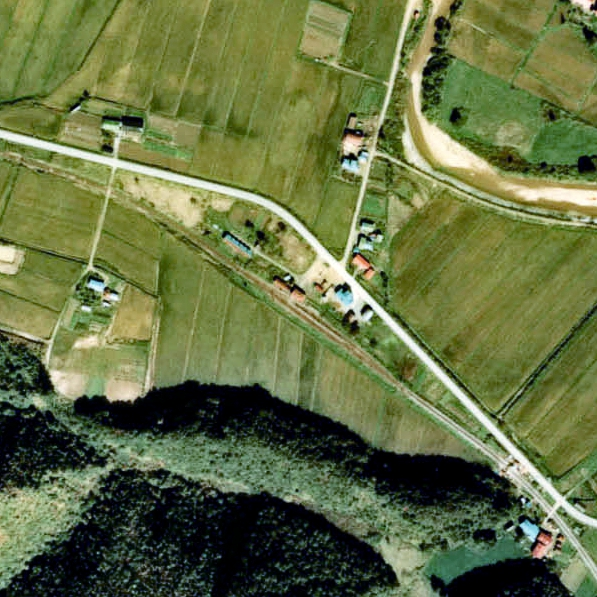
1976年の吉堀駅と周囲約500m範囲。左が江差方面。島式ホーム1面2線。後に無人化に併せて駅舎側が接続を切られた。1983年の時点ではレールはまだ残されている。

- 1935年（昭和10年）12月10日：国有鉄道（鉄道省）上磯線の木古内駅 - 湯ノ岱駅間開通に伴い、一般駅として開業[3]。
- 1936年（昭和11年）11月10日：上磯線の湯ノ岱駅 - 江差駅間開通に伴い、上磯線が江差線に改称。
- 1949年（昭和24年）6月1日：日本国有鉄道法施行に伴い、日本国有鉄道（国鉄）に継承。
- 1974年（昭和49年）10月1日：貨物取扱い廃止[1]。
- 1982年（昭和57年）11月15日：荷物取扱い廃止[4]。同時に無人化[1]。
- 1986年（昭和61年）12月23日：旧駅舎を取り壊し、貨車改造駅舎を設置[1]。
- 1987年（昭和62年）4月1日：国鉄分割民営化により北海道旅客鉄道（JR北海道）に継承[3]。
- 2014年（平成26年）5月12日：江差線の木古内駅 - 江差駅間の廃止に伴い廃駅[5]。

### 駅名の由来
駅付近を流れる木古内川にはサケが多く遡上し、サケが産卵時に掘る「ホリ」と呼ばれる穴が多くみられたことから、「よいホリ」の意から「よしぼり」と名付けられたとされる。

## 駅構造
単式ホーム1面1線を有する地上駅。もとは島式ホーム1面2線を有する構造で、上り線を撤去した跡にヨ3500形車掌車改造の駅舎が設置されていた。廃止時は木古内駅管理の無人駅であったが、1982年（昭和57年）までは駅員が2人配置されていた。

## 利用状況
| 乗車人員推移 | 乗車人員推移     |
| 年度         | 一日平均乗車人員 |
| ------------ | ---------------- |
| 2011         | 0                |
| 2012         | 0                |
| 2013         | 0                |

## 駅周辺
木古内川と瓜谷川の合流地点が近い。

## 駅跡
函館バスの江差線廃止代替路線「江差木古内線」の停留所「吉堀」が駅跡最寄りの北海道道5号江差木古内線上に設置されている

## 隣の駅
北海道旅客鉄道（JR北海道）
江差線
渡島鶴岡駅 - 吉堀駅 - 神明駅